# Język asa
Język asa (aramanik, asa-aramanik, aramanicki) – prawie wymarły język kuszycki z północnej Tanzanii, z regionu Manyara. Jego użytkownicy na skutek stygmatyzacji ze strony innych plemion i częściowo wewnętrznej, przeszli zwłaszcza na mowę masajską (zaczęli utożsamiać się z Masajami i okolicznymi ludami Bantu) i suahili.